# دواين كارزويل
دواين كارزويل (بالإنجليزية: Dwayne Carswell)‏ هو لاعب كرة قدم أمريكية أمريكي، ولد في 18 يناير 1972 في جاكسونفيل في الولايات المتحدة.

## وصلات خارجية
- دواين كارزويل على موقع مرجع كرة القدم المحترفة.كوم (الإنجليزية)
- دواين كارزويل على موقع IMDb (الإنجليزية)